# Agave impressa
Espèce
Agave impressa est une espèce de plantes du genre Agave.